# Acrolophus acornus
Acrolophus acornus är en fjärilsart som beskrevs av Hasbrouck 1964. Acrolophus acornus ingår i släktet Acrolophus och familjen Acrolophidae. Inga underarter finns listade i Catalogue of Life.